# Критська держава
Критська держава (1898—1913 роки) — держава на острові Крит зі столицею в місті Ханья, що утворилася на місці Критського вілайєту під тиском Російської імперії, Франції, Італії та Великої Британії. 1908 року фактично приєднано до королівства Греція. Цей статус офіційно було закріплено у 1913 році.

## Історія

### Утворення
У 1866 році грецьке населення, невдоволене збільшенням податків, втручанням у права сільських громад, повстало проти османської адміністрації. В результаті доволі швидко воно охопило весь острів. 2 вересня оголошено про об'єднання з Грецією. У відповідь султан відправив 35-тисячне військо. 14 лютого 1867 року створено Тимчасовий уряд Криту. Бойові дії тривали протягом 1867 та 1868 років, внаслідок чого османські війська не зуміли захопити східну частину острова. 1867 року оголошено про утворення вілайєту Крит. 1868 року прийнято Органічний статус Криту, яким започатковано часткову автономію та створено національну асамблею. Втім, повстання тривало. Лише у грудні 1869 року повстання було придушено. Берлінський конгрес затвердив збереження Органічного статуту.
У березні 1896 року, після того як султан Абдул-Гамід II зняв з посади губернатора-християнина (згідно з британо-османським пактом 1878 року цю посаду міг обіймати лише християнин) і розпустив національну асамблею, на острові спалахнуло нове повстання. У горах Криту був створений Повстанчий комітет, який закликав у травні 1896 року населення острова до збройної боротьби за об'єднання з Грецією. На допомогу прибули флоти Російської, Німецької імперій, Франції та Великої Британії. 1897 року проти османської імперії виступила Греція, але зазнала поразки. 1898 року під тиском європейських країн султан надав Криту широку автономію, утворивши так звану Критську державу.
У 1897 році на Криті було розміщено 2875 іноземних військ, що забезпечували розведення османів та греків. Він складався з 200 англійців, 710 французів, 300 росіян, 1015 італійців, 600 австрійців, 10 німців, 40 чорногорців. Міжнародні сили до початку 1907 року збільшувалися й нараховували: англійців — 817, французів — 750, росіян — 960, італійців — 327 чоловік. У грудні 1908 року було вже 1750 іноземних вояків: 500 англійців, 500 французів, 500 росіян, 250 італійців.

### Боротьба за об'єднання з Грецією
13 грудня 1898 року відповідно до домовленостей першим верховним комісаром Криту став Георг Глюксбург з панівної династії Греції. 1899 року сформовано уряд Критської держави. Було багато зроблено для її розбудови: за європейським зразком перебудовувалися основні міста, проводилися дороги, водогони, електрика, зводилися лікарні та школи. Запроваджено 2-рівневу освітню систему, де були початкові (4-класні) школи та повні (6-класні). Також надано особливий статус Критській православній церкві. 1899 року створено критську жандармерію, що забезпечувала правопорядок.
У 1900 році Глюксбург вступив у конфлікт з міністром юстиції Елефтеріосом Венізелосом, який у 1901 році пішов у відставку. Того ж року Георг Глюксбург знову стає верховним комісаром на наступні 3 роки. Водночас утворилося дві фракції: принца Георга та Венізелоса, що розпочалися між собою запеклу політичну боротьбу. Вона зрештою призвела до кризи в самій державі.
Втім, верховний комісар Георг не бажав робити якихось змін в управлінні Критською державою. 1905 року в селі Терісос було утворено Революційні збори, що вимагали об'єднання з Грецією. Проти цього виступив принц Георг, оскільки побоювався поразки від османської імперії. Втім, повсталих підтримали французи й італійці. Проте російські та британські війська виступили на придушення повстання.
За посередництва держав, чиї війська розташовувалися на Криті конфлікт було залагоджено: принц Георг пішов у відставку, а на Криті пройдуть вибори. Втім, на виборах 1906 року партія Георга здобула перемогу. Попри це той пішов у відставку, повернувшись до Греції. Новим верховним комісаром став Александрос Заіміс. Водночас італійців на острові замінили грецькі війська.
У 1908 році, скориставшись послабленням центральної влади в Османській імперії у зв'язку з Молодотурецькою революцією, депутати Асамблеї Критської держави оголосили про об'єднання з королівством Греція. Проте це не було визнано до завершення Першої балканської війни у 1913 року. Того ж року за Лондонським договором Крит офіційно став частиною Греції.

## Адміністрація
На чолі стояв Верховний комісар, який керував разом з прем'єр-міністром Криту, якого призначала Національна асамблея (Законодавчі збори), яка обиралася на загальних виборах (право на обрання мали також жінки). Усі чиновники були греками за походженням.

### Верховні комісари
- Георг Глюксбург (1898—1906)
- Александрос Заіміс (1906—1911)

## Населення
Більшість населення становили греки, втім значною була османська громада. Невеличкі групи становили юдеї. Втім, невдовзі внаслідок політики Критської держави османи вимушені були переселятися до Османської імперії, насамперед до Айдинського вілайєту. На 1911 рік населення становило 336 151 особу, з них православними були 307 812 осіб, сповідували іслам — 27 852, юдаїзм — 487.

## Економіка

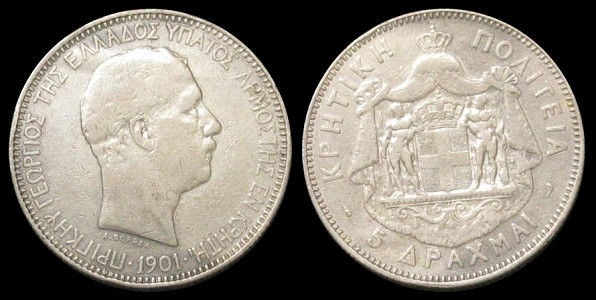
П'ять драхм Критської держави

Основу становили сільське господарство, рибальство та частково тваринництво. Крит був значним виробником оливкової олії, фруктів, вирощувалася пшениця, виловлювалася в значних обсягах риба. Також скарбницю поповнювали митні збори, що раніше вирушали до Стамбула.
У 1899 році за допомогою британських фахівців було засновано Національний банк Криту. 1900 року було запроваджено власну грошову систему — карбувалися срібні та мідні драхми за грецьким зразком.